# Movement (アルバム)
『Movement』（ムーヴメント）は、日本のロックバンド、9mm Parabellum Bulletの4枚目のフルアルバム。2011年6月15日発売。

## 解説
- 前作『Revolutionary』から約1年2か月振りとなるフルアルバム。
- 初回限定盤はスリーブケース仕様となっており、『Movement Moment Tour 2011』の9月公演チケット先行抽選受付のフライヤーが入っている。
- 菅原は本作のレコーディング中に「1stアルバム（『Termination』）を録っている気分」[1]と発言している。一方で滝は初のセルフプロデュースとなった『Revolutionary』が、1枚目の製作状況に心境が似ていたことから、2枚目の『VAMPIRE』を作っているときの気分だったと語っている[2]。
- 先行シングルは「新しい光」の1曲のみであり、アルバム曲のPVが製作されていない初のフルアルバムである。

## チャート成績
- 2011年6月27日付のオリコン週間ランキングでは初動2.6万枚を売り上げ、週間6位にランクインした。

## 収録曲
1. 荒地
（作詞：菅原卓郎　作曲：滝善充、菅原卓郎）
菅原が作曲に関わるのは『VAMPIRE』に収録された「Faust」以来である。
2. Survive
（作詞：菅原卓郎　作曲：滝善充）
3. 新しい光
（作詞：菅原卓郎　作曲：滝善充）
3rdシングル「新しい光」収録曲。
4. Face to Faceless
（作詞：菅原卓郎　作曲：滝善充）
5. 銀世界
（作詞：菅原卓郎　作曲：滝善充）
6. Muddy Mouth
（作詞：菅原卓郎　作曲：中村和彦）
7. 星に願いを
（作詞：菅原卓郎、滝善充　作曲：滝善充）
この曲で滝が初めて作詞に関わっている。
8. Monday
（作詞：菅原卓郎　作曲：中村和彦）
9. Endless Game
（作詞：菅原卓郎　作曲：滝善充）
10. Scenes
（作詞：菅原卓郎　作曲：滝善充）
11. カモメ
（作詞：菅原卓郎　作曲：滝善充）
かなり初期からあった曲だがうまくまとまらず収録は本作まで見送られていた。
同年9月7日発売の4th E.P.「カモメ e.p.」に"Strings Version"として収録される。